# Pirâmide de Quéfren
Pirâmide de Quéfren é uma pirâmide egípcia que tem 143 metros de altura. A estrutura é parte da Necrópole de Gizé e suas paredes erguem-se menos íngremes que as da grande Pirâmide de Quéops. O faraó Quéfren era filho do faraó Quéops e quarto rei da Quarta Dinastia, ele reinou entre 2520 e 2494 a.C, ordenou que fosse construída sua pirâmide que hoje é, em tamanho, a segunda maior pirâmide do Antigo Egito.

## Tamanho
A pirâmide tem um comprimento de base de 215,5 m e uma altura de 136,4 metros. A estrutura é feita de blocos de calcário que pesam mais de 2 toneladas cada. A inclinação da pirâmide sobe em um ângulo de 53° 10', mais íngreme do que a sua vizinha, a Pirâmide de Quéops, que tem um ângulo de 51°50'40". Ela está situada em uma rocha 10 m mais elevada do que a Pirâmide de Quéops, o que faz com que pareça ser mais alta.

## História

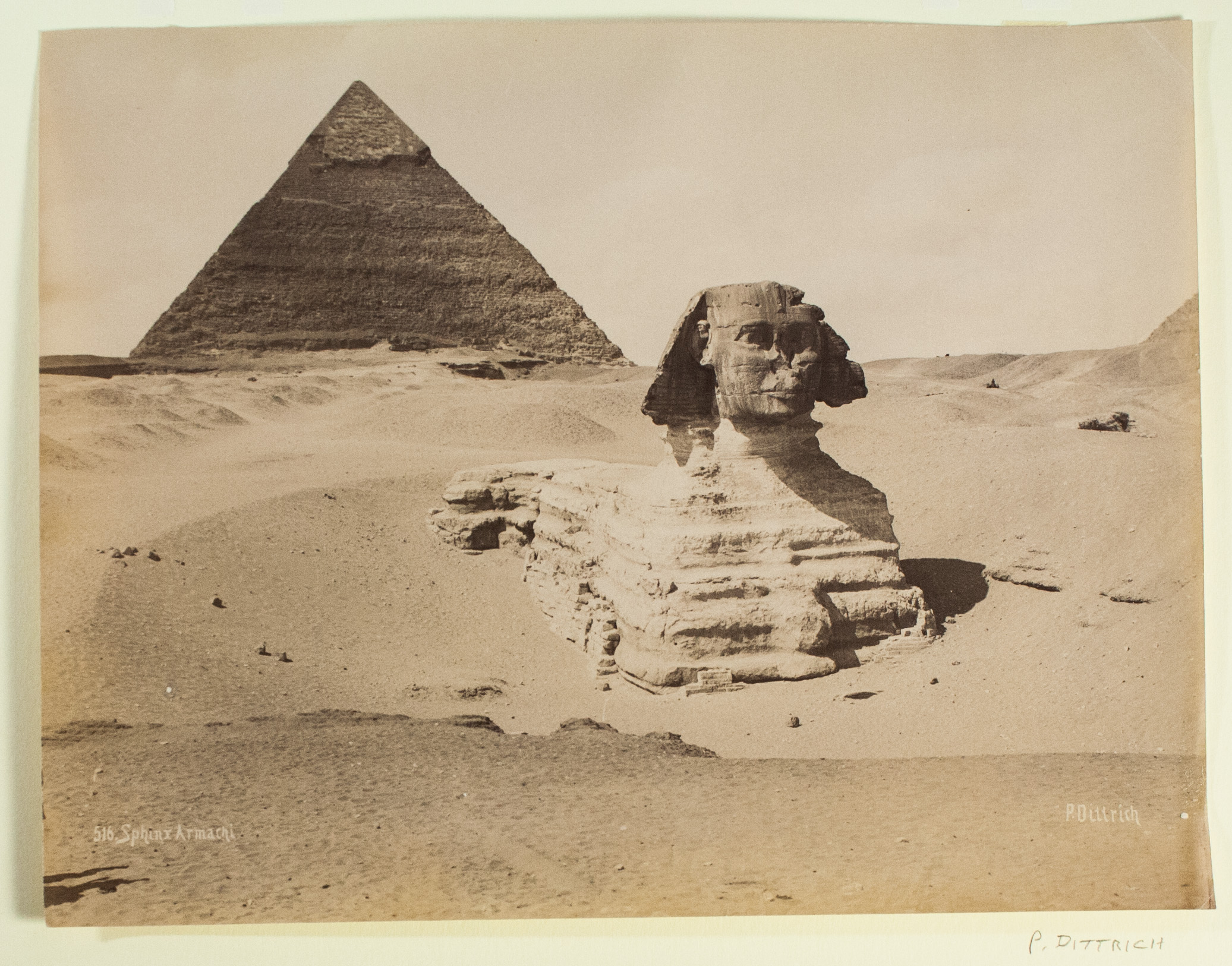
Pirâmide de Quéfren e a Esfinge de Gizé na década de 1890

A pirâmide provavelmente foi aberta e roubada durante o Primeiro Período Intermediário. Durante a XVIII dinastia egípcia, o superintendente de construção de templos tirou pedras da estrutura para construir um templo em Heliópolis por ordem de Ramessés II. O historiador árabe ibne Abdal Salam registrou que a pirâmide foi aberta em 1372. Na parede da câmara funerária, há um grafite árabe que provavelmente data do mesmo período.
Não se sabe quando as pedras da pirâmide foram roubadas; entretanto, presumivelmente ainda estavam no lugar por volta de 1646, quando John Greaves, professor da astronomia na Universidade de Oxford, escreveu em seu Pyramidographia que, apesar de suas pedras não serem tão grandes ou tão regularmente colocadas como as de Quéops, a superfície era suave e até mesmo livre de violações de desigualdades, exceto na face sul.
Ela foi primeiramente explorada nos tempos modernos por Giovanni Belzoni em 2 de março de 1818, quando a entrada original foi encontrada no lado norte da pirâmide e a câmara funerária foi visitada. Belzoni tinha esperanças de encontrar uma tumba intacta. No entanto, a câmara estava vazia, exceto por um sarcófago aberto e sua tampa quebrada no chão.
A primeira exploração completa foi conduzida por John Perring em 1837. Em 1853, Auguste Mariette escavou parcialmente o templo do vale de Quéfren, e, em 1858, ao terminar sua pesquisa, conseguiu descobrir uma estátua de diorito.

## Construção

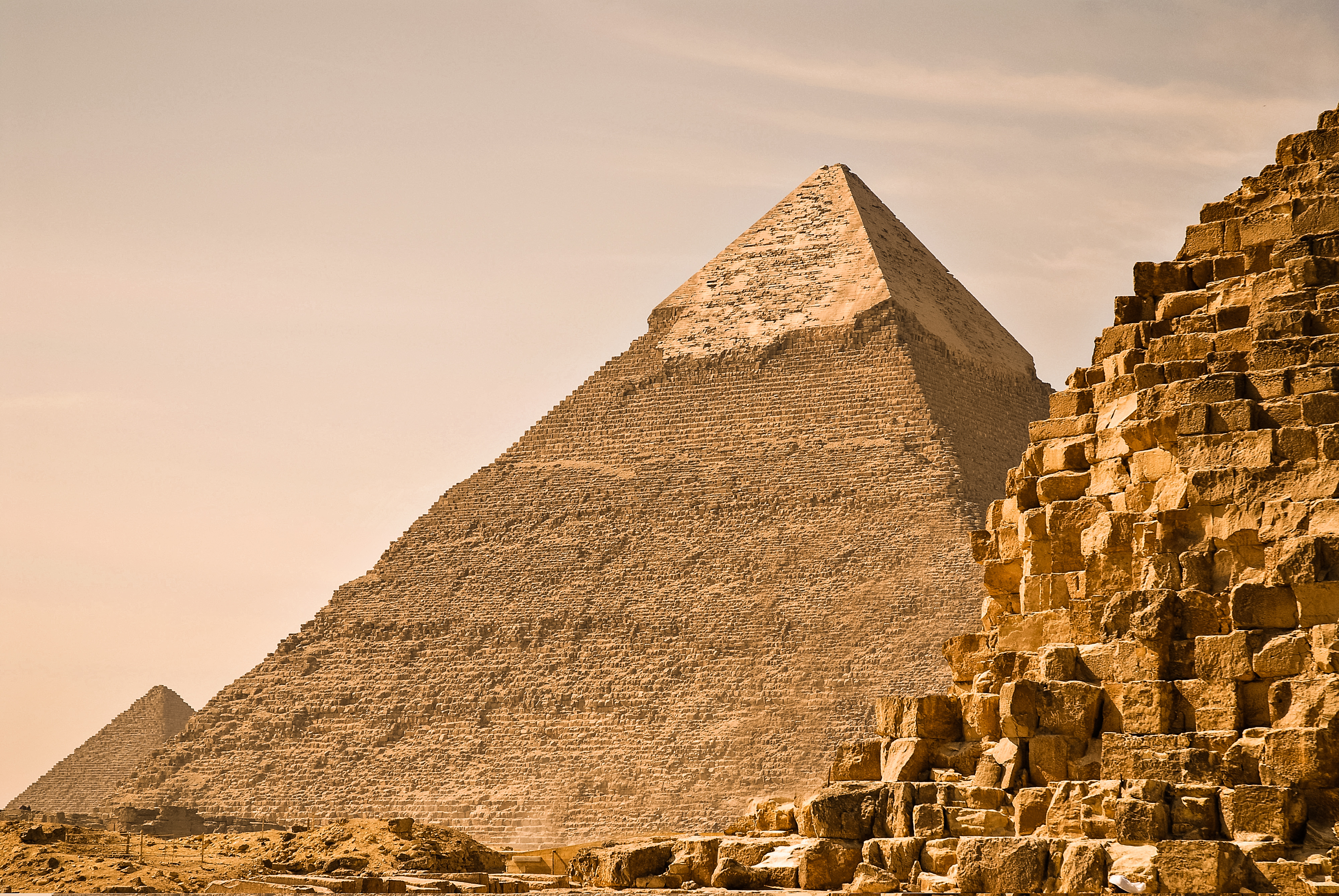
Vista da Pirâmide de Quéfren em 2009

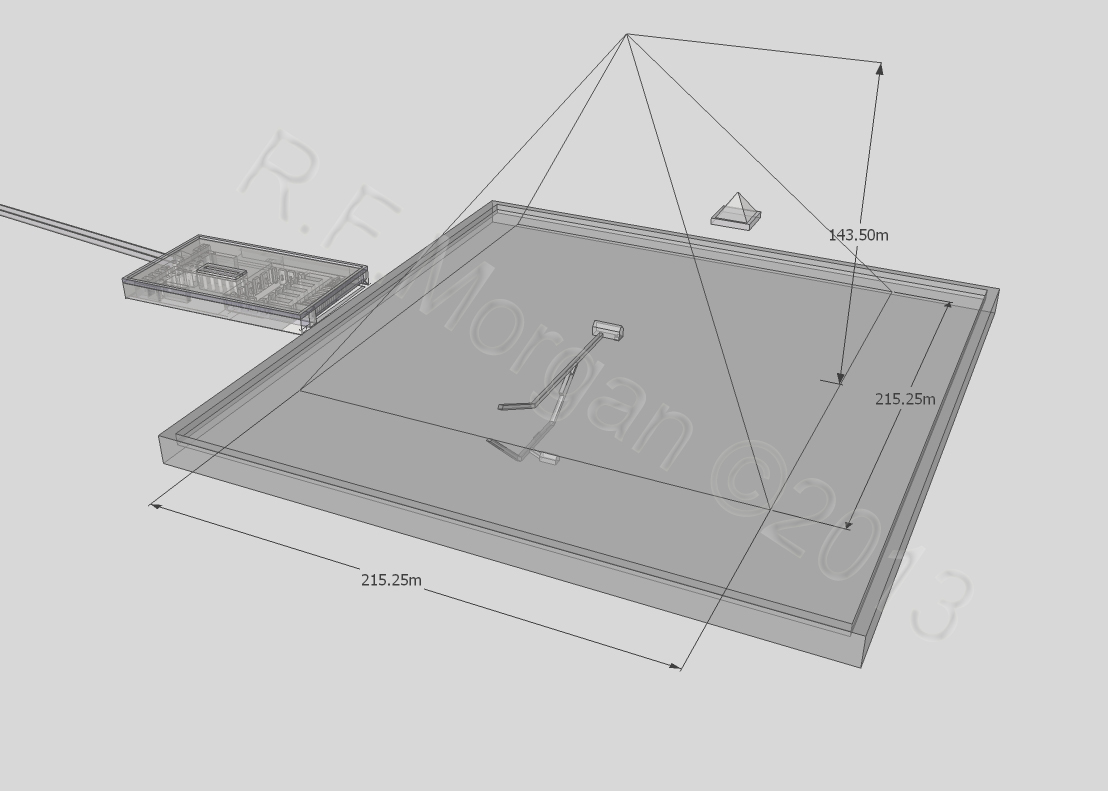
Interior da Pirâmide de Quéfren

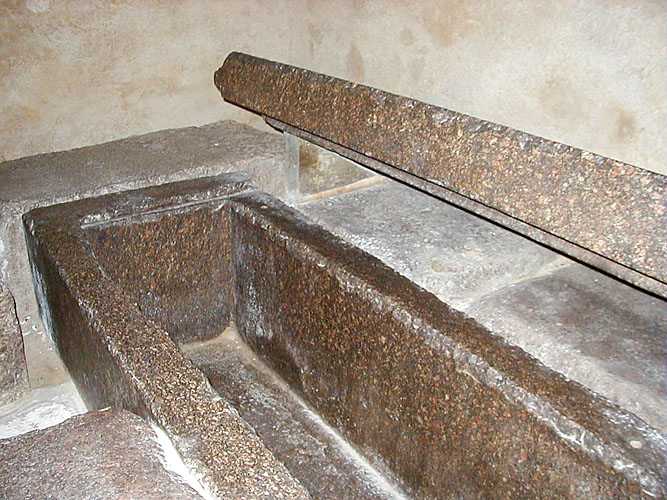
Sarcófago de Quéfren

Assim como a Grande Pirâmide, um afloramento de rochas foi usado no núcleo. Devido à inclinação do planalto de Gizé, o canto noroeste foi cortado 10 m para fora do subsolo rochoso e o canto sudeste foi construído.
A pirâmide é construída de cursos horizontais de pedras. As pedras usadas no fundo são muito grandes, mas à medida que a pirâmide sobe, as pedras se tornam menores, ficando apenas 50 cm de espessura no ápice. Os cursos são ásperos e irregulares para a primeira metade de sua altura mas uma faixa estreita da alvenaria regular é desobstruída no meio da pirâmide. No canto noroeste da pirâmide, o leito rochoso era formado em degraus. Pedras de revestimento cobrem o terço superior da pirâmide, mas o piramídio e parte do ápice estão faltando.
O curso inferior das pedras do revestimento foi feito de granito rosa, mas o restante da pirâmide foi encaixotado em pedra calcária. Um exame cuidadoso revelou que as arestas de canto das pedras restantes não são completamente retas, mas são escalonadas por alguns milímetros. Uma teoria é que isto é devido ao estabelecimento da atividade sísmica. Uma teoria alternativa postula que a inclinação dos blocos foi cortada nesta forma antes de ser colocada devido ao espaço de trabalho limitado em direção ao topo da pirâmide.

## Interior
Duas entradas levam à câmara funerária, uma que abre 11,54 m acima da face da pirâmide e uma que se abre na base da pirâmide. Estas passagens não se alinham com a linha central da pirâmide, mas são deslocadas para o leste por 12 m. A passagem descendente inferior é esculpida completamente fora do rochedo, descendo horizontalmente, então ascendendo para juntar a passagem horizontal que conduz à câmara funerária.
Existe uma câmara subsidiária, de comprimento igual ao da Câmara do Rei da Pirâmide de Quéops, que se abre para o oeste da passagem inferior, cujo propósito é incerto e pode ser usado para armazenar ou pode ser uma câmara de serdab. A passagem descendente superior é revestida em granito e desce para se juntar com a passagem horizontal para a tumba.
A câmara funerária foi esculpida em um poço no leito rochoso. O telhado é construído de vigas de pedra calcária. A câmara é retangular, 14,15 m por 5 m e é orientada no sentido leste-oeste. O sarcófago de Quéfren foi esculpido em um sólido bloco de granito e afundado parcialmente no chão, onde Belzoni encontrou ossos de um animal, possivelmente um touro. Outro poço no chão provavelmente continha uma arca canópica, cuja tampa teria sido uma das lajes do pavimento.

## Complexo

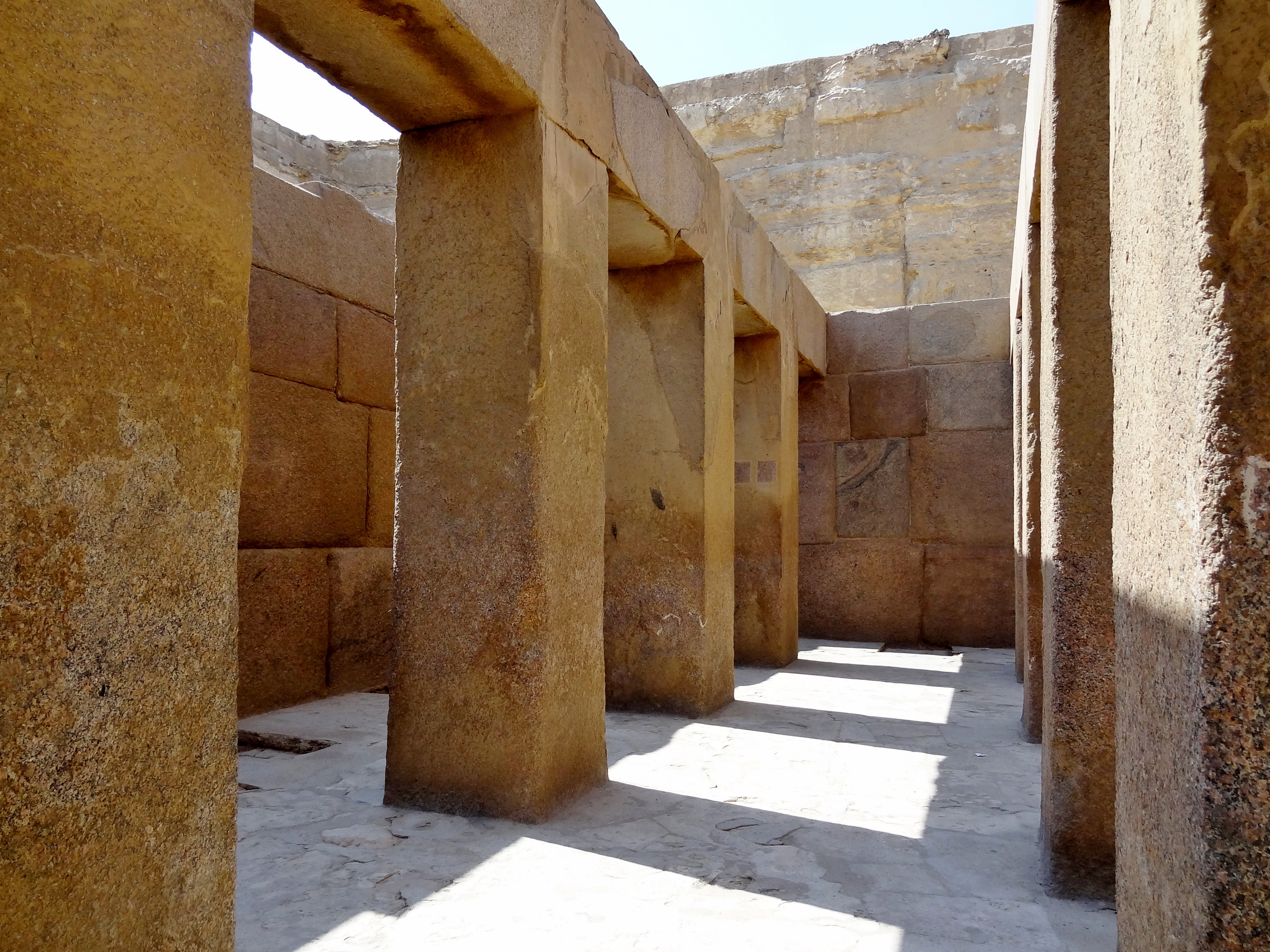
Colunas dos Templos de Quéfren

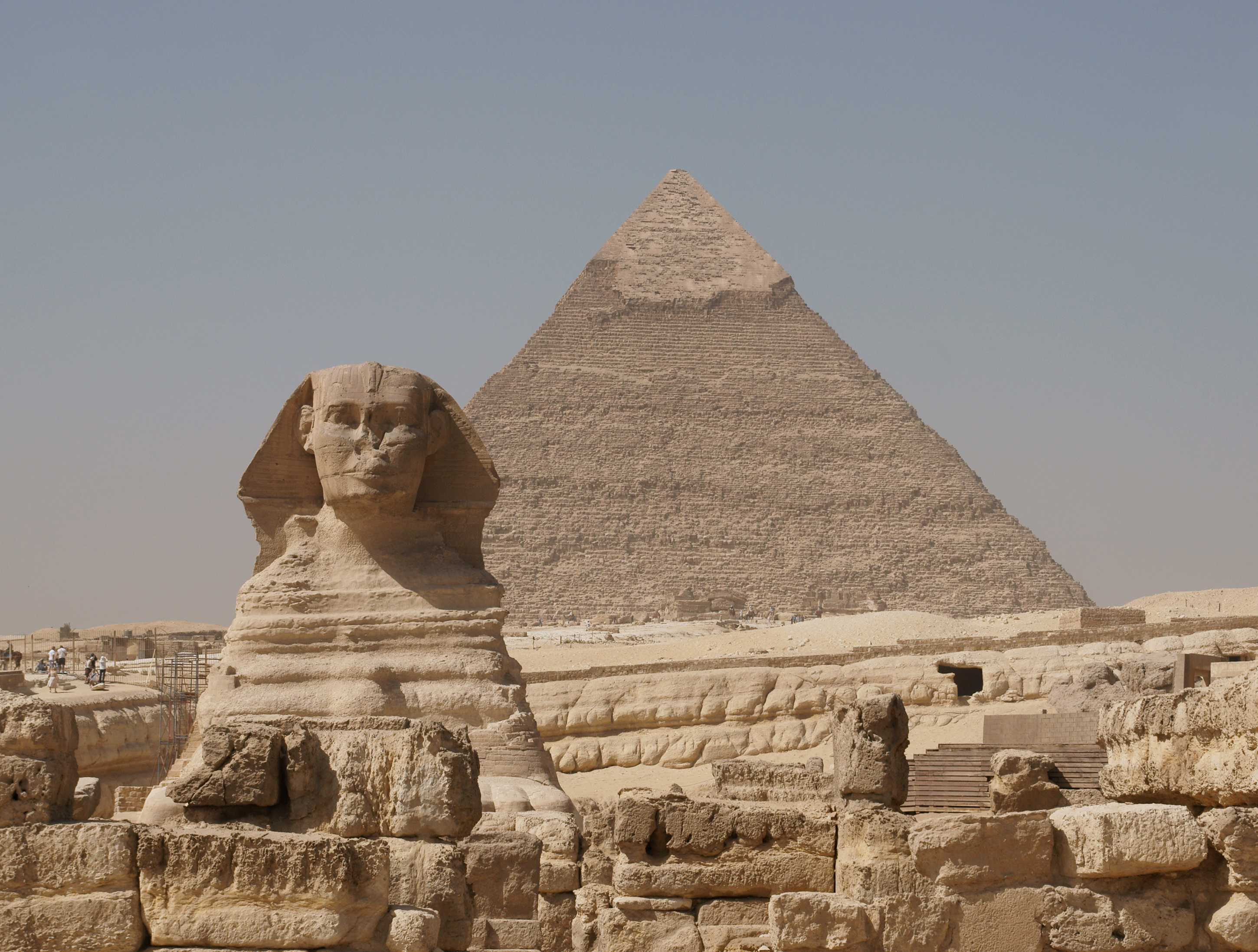
Esfinge de Gizé com a pirâmide ao fundo.

### Pirâmide de satélite
Ao longo da linha central da pirâmide no lado sul ficava uma pirâmide de satélite, mas quase nada sobrou da estrutura, além de alguns blocos do núcleo e o esboço do que foi a fundação. Ela contém duas passagens descendentes, uma delas terminando em um beco sem saída com um nicho que continha peças de mobiliário ritualístico.

### Templos de Quéfren
Os templos do complexo de Quéfren sobrevivem em condições muito melhores do que os do Quéops, especialmente o templo do vale, que está substancialmente preservado. Ao leste da pirâmide está o templo mortuário. Embora esteja agora em grande parte em ruínas, boa parte dele sobreviveu. É maior que os templos anteriores e é o primeiro a incluir todos os cinco elementos padrão de templos mortuários posteriores: um hall de entrada, várias colunas, cinco nichos para estátuas do faraó, cinco câmaras de armazenamento e um santuário interior. Havia mais de 50 estátuas de tamanho real de Quéfren, mas elas foram removidas e recicladas, possivelmente por Ramessés II. O templo foi construído de blocos megalíticos (o maior é um estimado 400 toneladas).
Uma calçada percorre 494,6 metros até o templo do vale, que é muito semelhante ao templo mortuário e é construído de blocos megalíticos revestidos em granito vermelho. Os pilares quadrados do corredor em forma de T eram feitos de granito sólido e o chão estava pavimentado em alabastro. O exterior foi construído com enormes blocos, alguns pesando mais de 100 toneladas. Embora desprovido de qualquer decoração interna, este templo teria sido preenchido com simbolismo: duas portas abertas em um vestíbulo e um grande salão de pilares, no qual havia soquetes no chão que teriam fixado 23 estátuas de Quéfren. Estas colunas foram saqueadas desde então. O interior, feito de granito do templo do vale, está relativamente bem preservado. O exterior feito da pedra calcária é muito mais castigado pelo tempo.
O assim chamado Templo da Esfinge não é dedicado a nenhum rei, mas as semelhanças estruturais com o templo mortuário de Quéfren indicam que ele foi seu construtor. Abrindo para uma sala com 24 colunas, cada uma com sua própria estátua, dois santuários e design simétrico, é possível, mas não se tem certeza de que este templo tinha qualquer simbolismo ligado a todo o complexo da pirâmide.

### Esfinge
A esfinge, provavelmente construída a partir de uma formação rochosa usada para cortar os blocos da própria pirâmide, pode ter sido parte do complexo de Quéfren.